# Arturo Martínez (piłkarz)
Román Arturo „Mozumbito” Martínez Canales (ur. 18 sierpnia 2002 w Puebli) – meksykański piłkarz występujący na pozycji napastnika.